# Zeneggen
Zeneggen (walliserdeutsch Zeneggu mit Betonung auf der mittleren Silbe) ist eine Munizipalgemeinde und eine Burgergemeinde im Bezirk Visp sowie eine Pfarrgemeinde des Dekanats Visp im deutschsprachigen Teil des Schweizer Kantons Wallis.

## Wappen
1930 entwarf der damalige Präsident Josef Kenzelmann das Gemeindewappen von Zeneggen. Die zwei Löwen im oberen Teil stehen für die Zugehörigkeit zum Bezirk Visp,
das gelbe Feld versinnbildet die Roggenäcker (Zeneggen war zu jener Zeit ein ausgesprochenes Roggendorf), die weissen Balken die markanten Felsbänder, die grünen Streifen das Wald-, Wies- und Rebland.

## Geografie
Zeneggen liegt im Zentrum des Oberwallis südwestlich von Visp am Westufer der Vispa auf einer sonnigen Aussichtskanzel oberhalb des Rhone- bzw. Vispertals am Fusse der Moosalp inmitten einer Hochgebirgslandschaft. Das Gemeindegebiet umfasst eine Fläche von knapp 8 km² und erstreckt sich vom Ufer der Vispa auf einer Höhe von ca. 670 m bis in eine Höhe von 1720 m (westlich der Voralpe Diebja). Die Gemeinde, die eine typische Streusiedlung ist, besteht aus den Weilern Alt Zeneggen, Egga, Esch, Trolera, Sisetsch, Ze Stadlu, Unner dum Biel, Widum, Wiecherried und Gstei, die allesamt am Berg hoch über dem Talgrund liegen. Nachbargemeinden von Zeneggen sind im Norden Visp, im Osten Visperterminen, im Süden Stalden, im Südwesten Törbel, im Westen Bürchen und im Nordwesten Raron.
Die bis über 4000 m hohen Berge der Berner Alpen im Norden und Walliser Alpen im Süden halten feuchte Luftmassen ab und sorgen für ein sehr sonniges, trockenes kontinentales Klima. Die mittlere jährliche Niederschlagsmenge beträgt weniger als 80 cm.

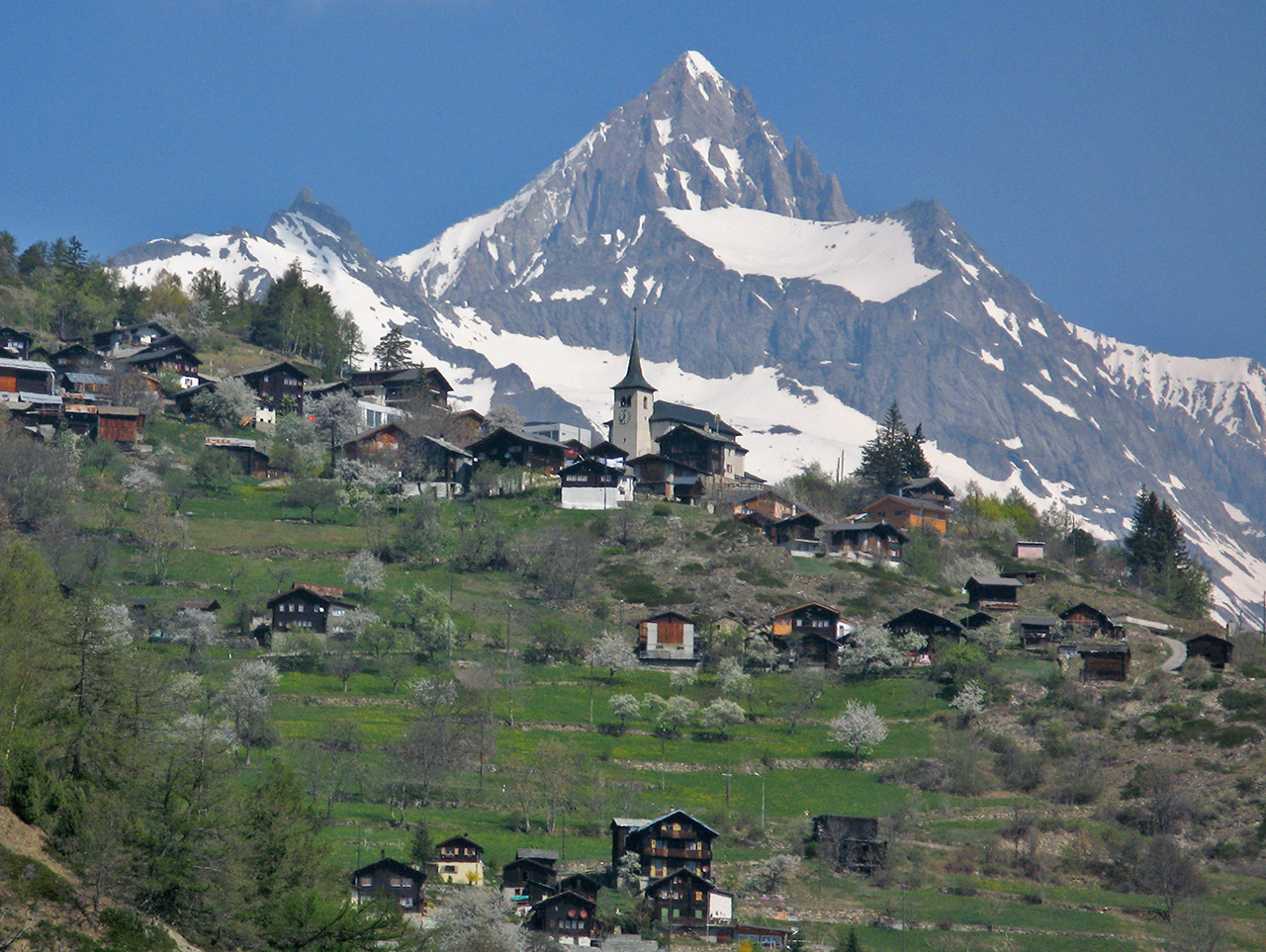
Zeneggen mit Bietschhorn (Aufnahmestandort: Wanderweg von Esch nach Unnerflüh)
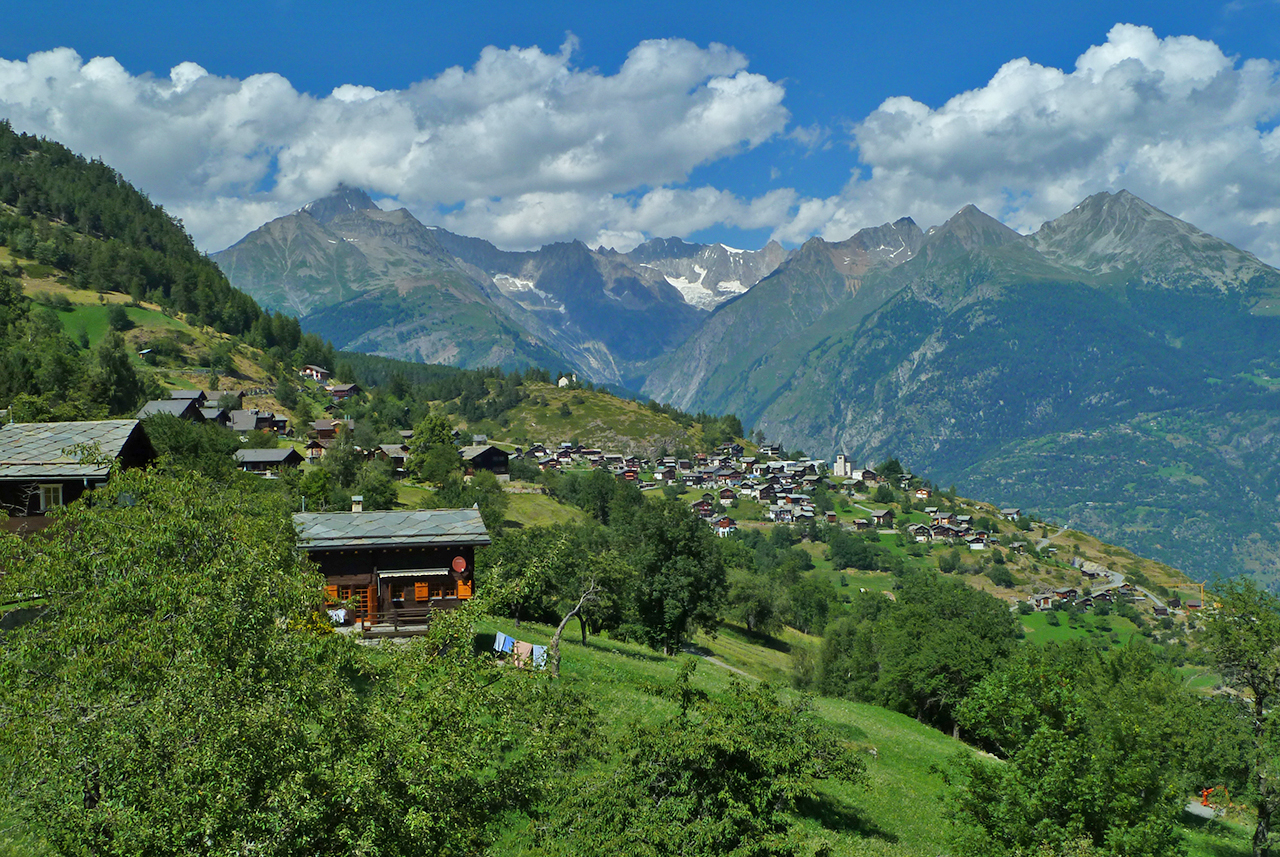
Zeneggen mit Berner Alpen (Aufnahmestandort: Gstein)
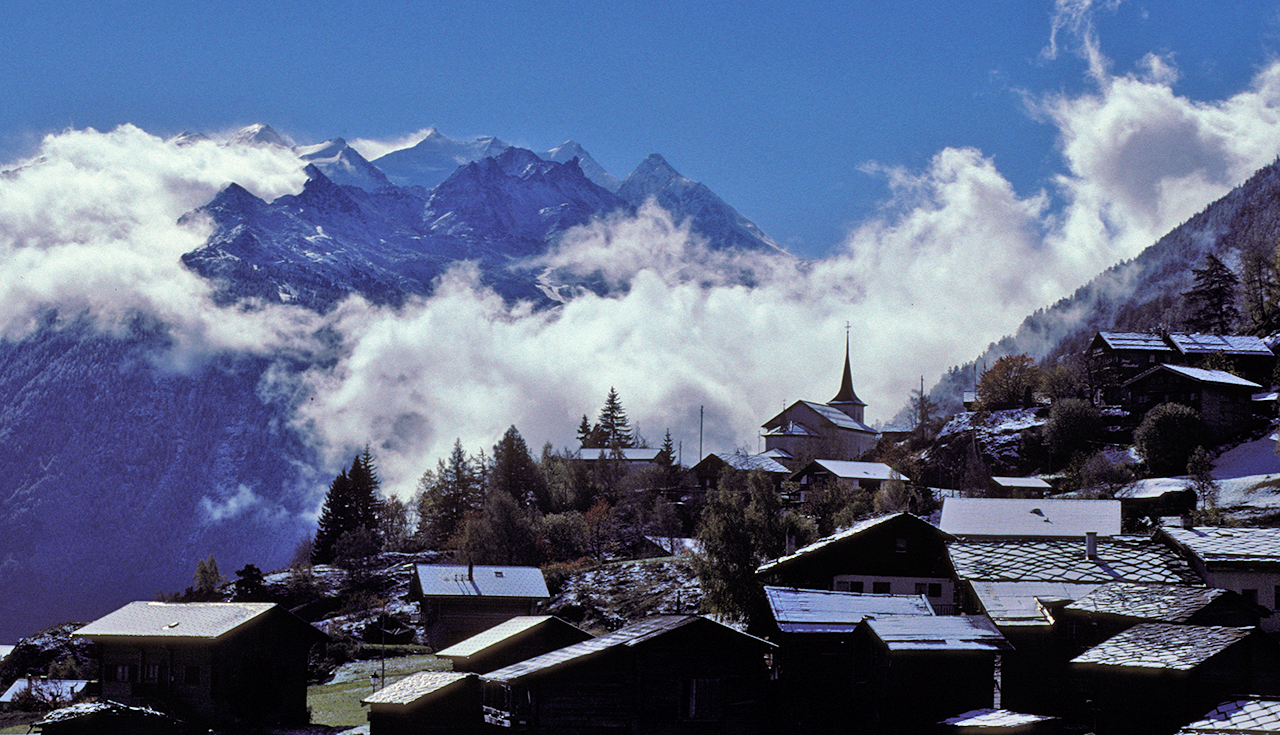
Zeneggen mit Mischabelgruppe (Aufnahmestandort: Lochacker)
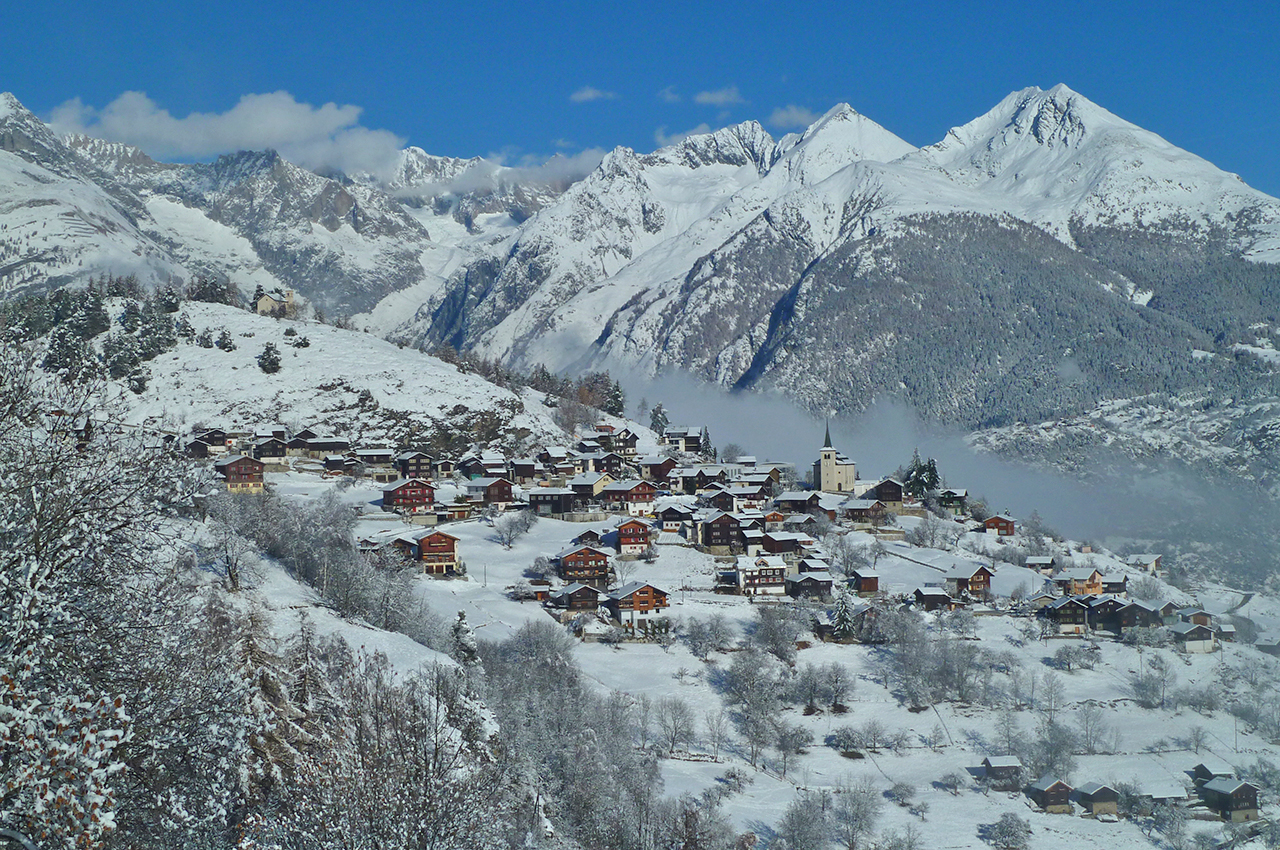
Zeneggen Winterstimmung
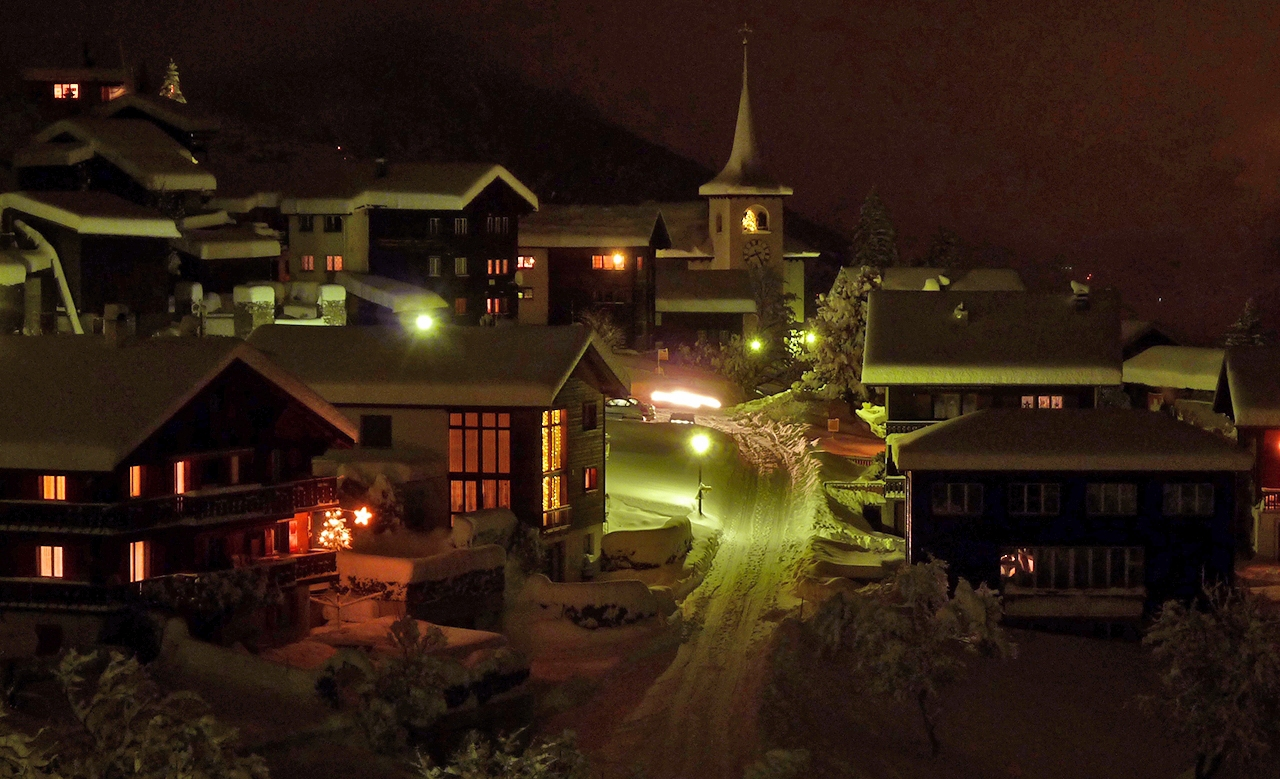
Dorfzentrum von Zeneggen (Winterstimmung)

## Ortsname
Der Ortsname Zeneggen setzt sich aus der mit dem Artikel verschmolzenen Präposition zen ‘zu den’ und Egga, Dativ Singular und Plural Eggu, ‘Eck, vor- und einspringender Winkel, Bergvorsprung, Bergkante, langgezogene Anhöhe am Berghang’ zusammen. Er wird erstmals 1283 und erneut 1299 als (ze dien) Euggun bezeugt. Der Weiler Sisetsch ist schon 1282 als Sisych erwähnt.

## Geschichte
Die Geschichte von Zeneggen als Siedlungsraum reicht bis in die Bronzezeit zurück. Zwischen 1900 und 1600 v. Chr. hinterliessen frühbronzezeitliche Bewohner beim Weiler Sisetsch Schalensteine, deren Bedeutung unklar (Kultstätten, Gewinnung von Gesteinsstaub?) ist.
Um 1250 v. Chr. befand sich auf dem Kasteltschuggen eine mittel-bronzezeitliche Höhensiedlung. Deren Bewohner dürften von der Viehzucht gelebt haben (Knochenfunde aus dem Siedlungsgebiet zeigen mehrheitlich Haustiere, kaum Wild). Trockenmauern sind heute noch gut erkennbar. Die diversen Funde aus mehreren Ausgrabungen wie Keramik und Bronzeobjekte (Dolch-/Meisselklingen) werden heute im Kantonsmuseum in Sion aufbewahrt. Zwischen 450 v. Chr. und 100 n. Chr. existierte eine jung-eisenzeitliche (Frühlatène) keltische Siedlung (Uberer) beim Weiler Sisetsch. In den Äckern zwischen Sisetsch und Widum wurden 6–10 Gräbern mit zahlreichen Fundstücken aus Bronze (Armspangen, Fibeln und verzierte Armbänder) und Topfsteinbruchstücke (meist aus Giltstein) aus einer Topfsteinverarbeitungstelle entdeckt (heutiger Aufbewahrungsort: kantonales archäologisches Museum in Sion). Das Material für die Topfsteine dürfte aus dem nahen Steinbruch «zur Grube» stammen.
Das erste erhaltene schriftliche Dokument über Zeneggen betreffend Wasserankauf aus dem Jungbach stammt aus dem Jahre 1150. Die Sicherstellung des Wässerwassers ist auch in den folgenden Jahrhunderten für Zeneggen ein zentrales Problem, wie diverse Urkunden über Nutzung und Wartung der Augstbordwasserleitung und später über Wasserzukauf aus dem Ginalstal belegen. Bis etwa 1500 wird Zeneggen nur unter dem Namen des mittleren Weilers «im Sisetsch» erwähnt. Nach dem 16. Jh. führte die Bevölkerung aufgrund mehrstufiger Mischwirtschaft (Viehhaltung, Acker- und Rebbau) eine jahreszeitliche Wanderung zwischen den verschiedenen Weilern und Voralpen durch. Um ca. 1600 wurden Kalkverarbeitung und Schmiedehandwerk von Zeneggern ausgeübt.
Im Jahre 1608 erfolgten der Bau des ersten Gotteshauses (alte Kapelle neben Burgerhaus, Abbruch in letzten Jahrhundert beim Strassenbau), im Jahre 1611 der Bau des heute noch genutzten Burgerhauses und im Jahre 1666 der Bau der Dreifaltigkeitskapelle (am Standort der heutigen Pfarrkirche). Im Jahre 1716 wird Zeneggen Rektorat (Kirche ohne Status Pfarrkirche) mit eigenem Geistlichen. Im Jahre 1718 erfolgte der Bau des Pfarrhauses, welches 1792 erweitert wurde. Im Jahre 1751 wurde die Dreifaltigkeitskapelle vergrössert und um den Glockenturm ergänzt (in den beiden Folgejahren werden die beiden ersten Glocken gegossen; spätere Ergänzungen – 1763 und 1846 – um weitere Glocken ermöglichten das Zenegger Glockenspiel). Im Jahre 1754 erhielt Zeneggen den Status einer Pfarrei (erst 1795–1819 kann man sich von diversen Abgaben an die Mutterkirche in Visp und bischöfliche Tafel befreien). Im Jahre 1819 erfolgte der Bau der Kapelle auf dem Biel zu Ehren der 14 Nothelfer. Zwischen 1877 und 1881 wurde die heutige Pfarrkirche am Standort der Dreifaltigkeitskapelle errichtet. Der Glockenturm wurde übernommen. Renovationen erfolgten in den Jahren 1932/33 (u. a. Glasfenster), 1955 und in den 1970er/1980er Jahren. Zeneggen besass von 1754 bis 2013 einen eigenen Pfarrer, seit 2013 wird die Pfarrei von einem Seelsorgeteam geleitet.
Im Jahre 1855 versiegten mehrerer Quellen nach einem heftigen Erdbeben. Zwischen 1865 und 1900 schlossen sich 20 Zenegger der Auswanderungswelle nach Amerika an (u. a. wegen wiederholter Trockenheit). Zwischen 1916 und 1918 während des Ersten Weltkriegs erfolgte der Abbau von Asbest («Bergflachs») auf dem Gemeindegebiet.
Meilensteine bzgl. Entwicklung der Infrastruktur waren Installation der ersten Telefonverbindung (1920), Anschluss ans Stromnetz (1927), Bau der Strasse nach Zeneggen (1931–1934), Bau des ersten Hotels (1936), Bau der neuen Augstbordwasserleitung / Trinkwasserversorgung (1947–1951), Vervollständigung des Trinkwassernetzes (1960–1970), Fertigstellung von Mehrzweckhalle und neuem Schulhaus (1994), Neubau Dorfladen mit Bistro und integriertem Tourismusbüro (2011) und Erstellung des neuen Wohnquartiers "Steinachra" (2023–2024).

## Bevölkerung
| Bevölkerungsentwicklung | Bevölkerungsentwicklung | Bevölkerungsentwicklung | Bevölkerungsentwicklung | Bevölkerungsentwicklung | Bevölkerungsentwicklung | Bevölkerungsentwicklung | Bevölkerungsentwicklung | Bevölkerungsentwicklung | Bevölkerungsentwicklung | Bevölkerungsentwicklung | Bevölkerungsentwicklung |
| ----------------------- | ----------------------- | ----------------------- | ----------------------- | ----------------------- | ----------------------- | ----------------------- | ----------------------- | ----------------------- | ----------------------- | ----------------------- | ----------------------- |
| Jahr                    | 1798                    | 1802                    | 1850                    | 1900                    | 1950                    | 2000                    | 2010                    | 2012                    | 2014                    | 2016                    | 2022                    |
| Einwohner               | 170                     | 160                     | 190                     | 228                     | 201                     | 235                     | 276                     | 268                     | 278                     | 280                     | 312                     |

## Sehenswürdigkeiten
Neben dem malerischen Ortsbild in einer imposanten Hochgebirgsszenerie, den historischen Gebäuden (Pfarrkirche, Bielkapelle, Burgerhaus) und historischen Plätzen (Kastel, Kalkofen, Asbestgrube) verdienen insbesondere die artenreiche Fauna und Flora, die wertvolle Kulturlandschaft mit Magerwiesen/-weiden, die historischen Bewässerungssysteme
und die Zenegger Voralpen (Diebje, Hellela, Sal) eine besondere Erwähnung.

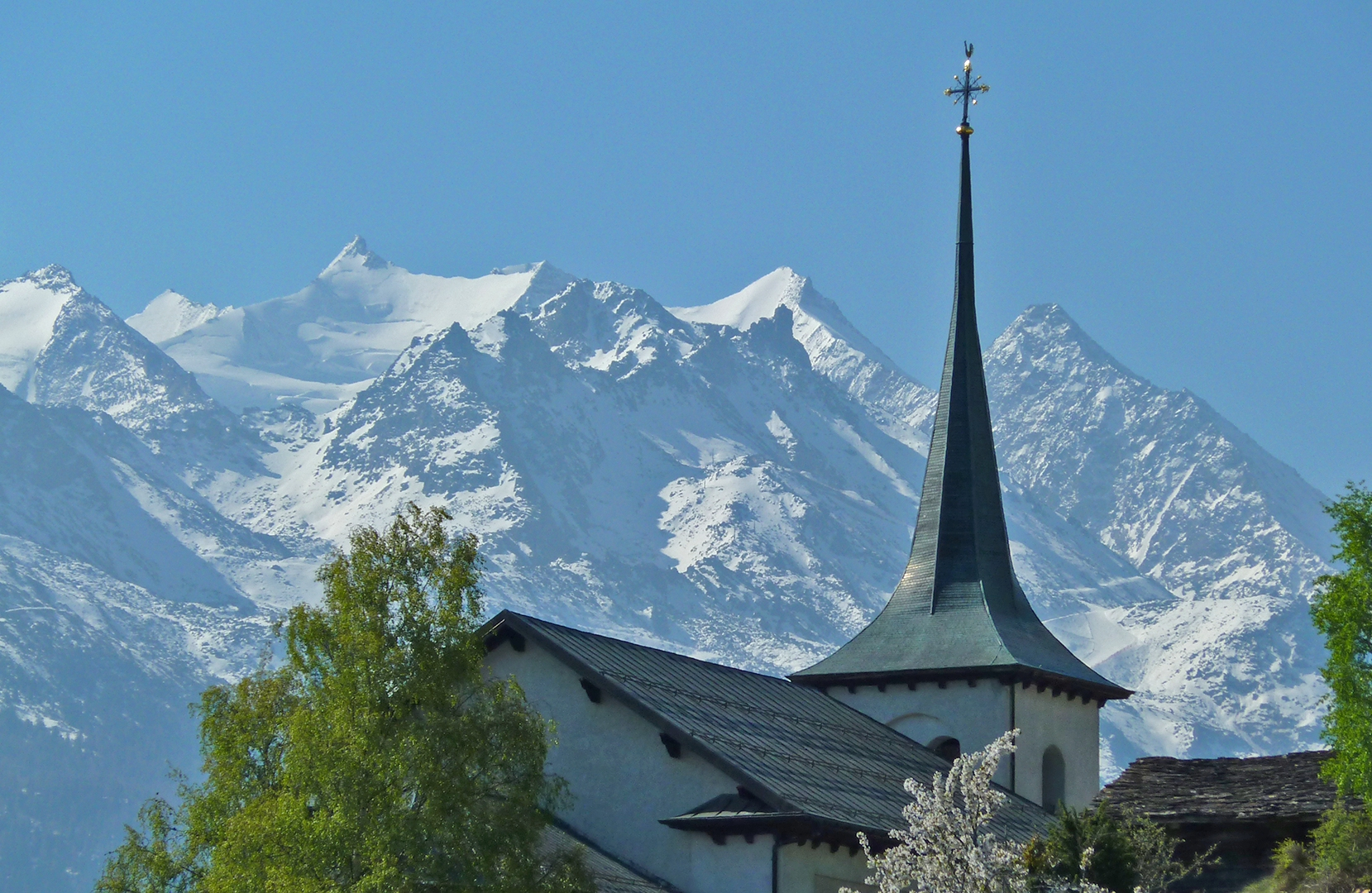
Pfarrkirche Zeneggen mit Mischabelgruppe
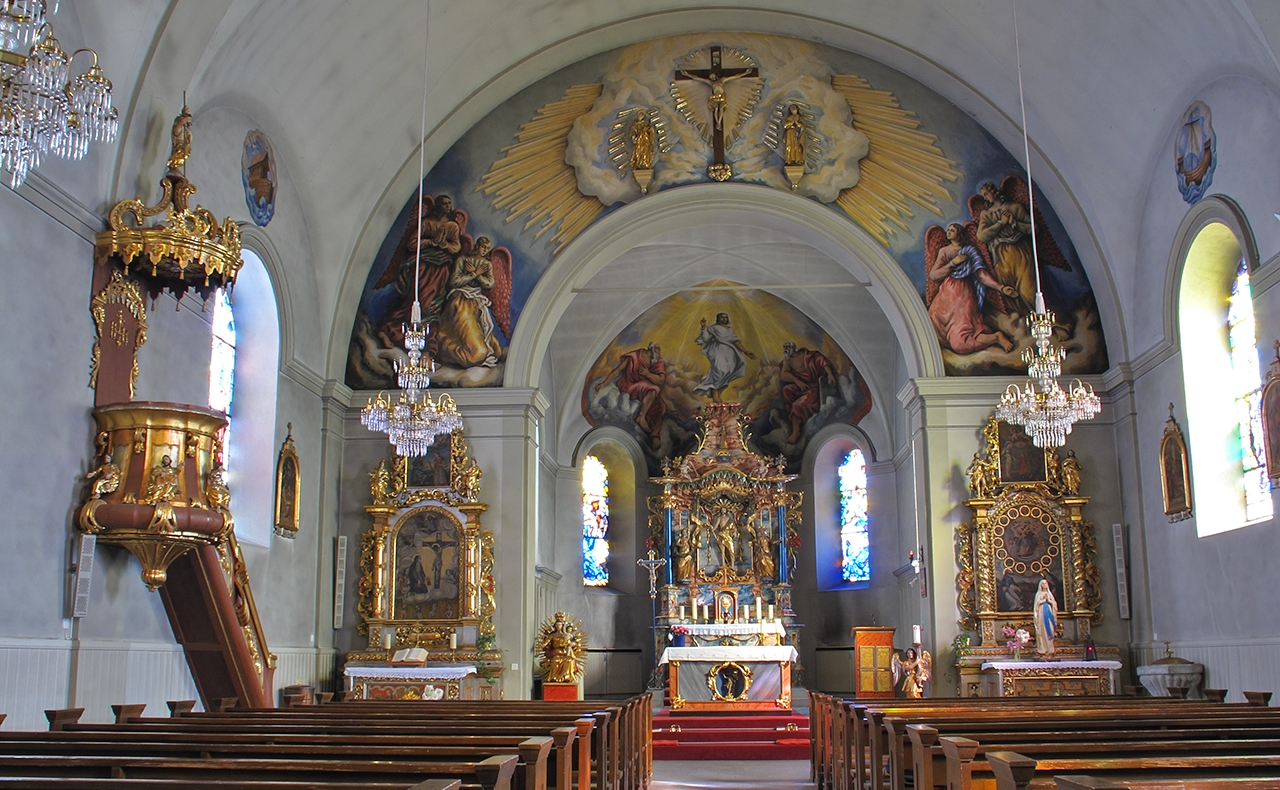
Pfarrkirche Zeneggen, Innenansicht
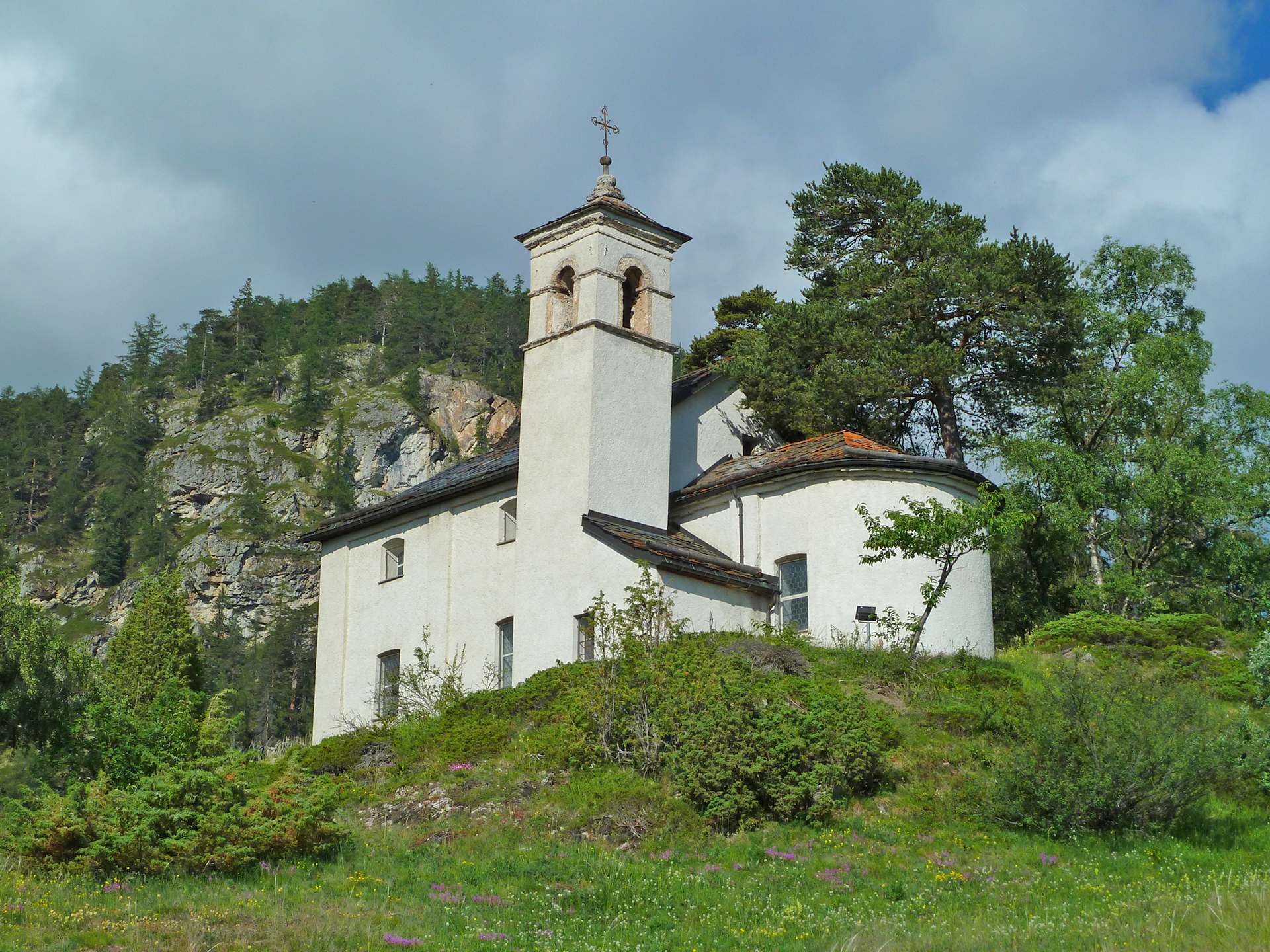
Kapelle auf dem Biel (Zeneggen)
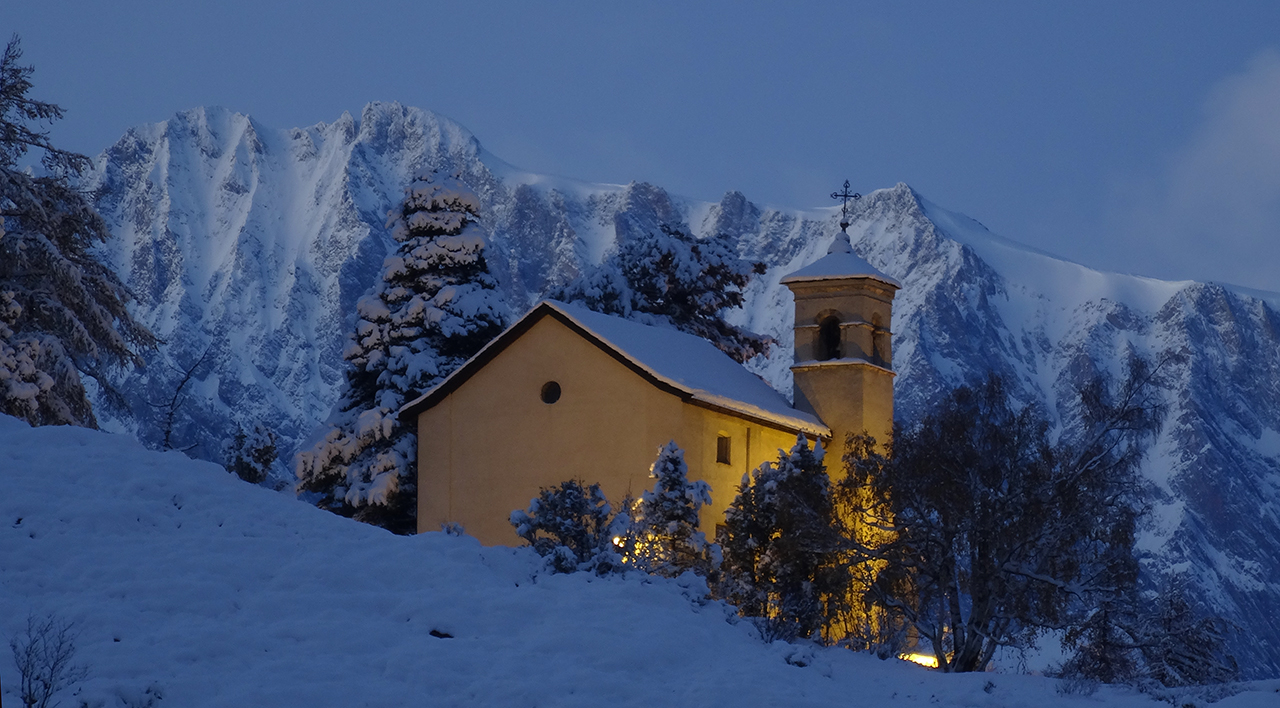
Kapelle auf dem Biel (Zeneggen), im Hintergrund das Lötschentaler Breithorn
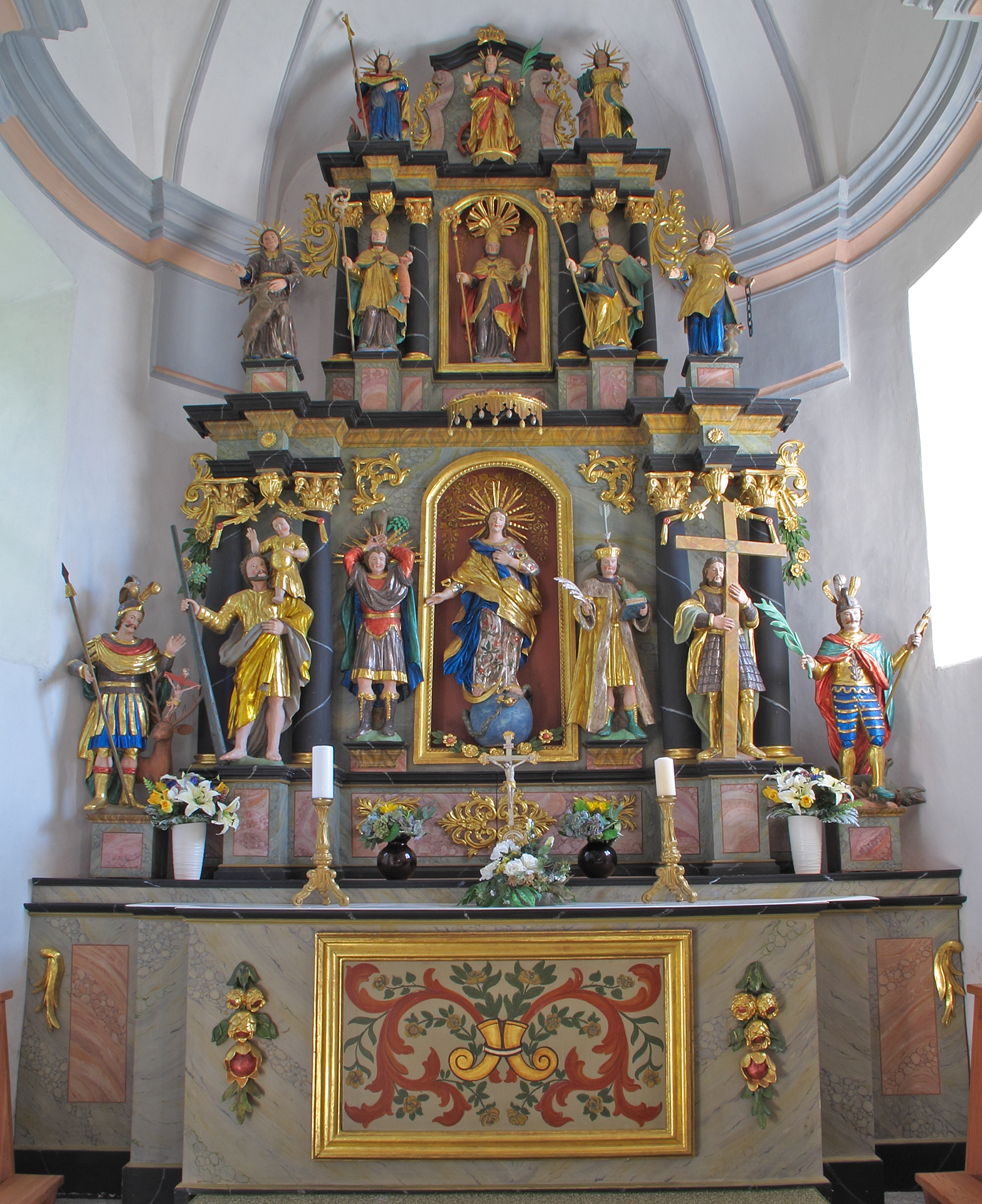
Kapelle auf dem Biel (Zeneggen): Altar mit den 14 Nothelfern
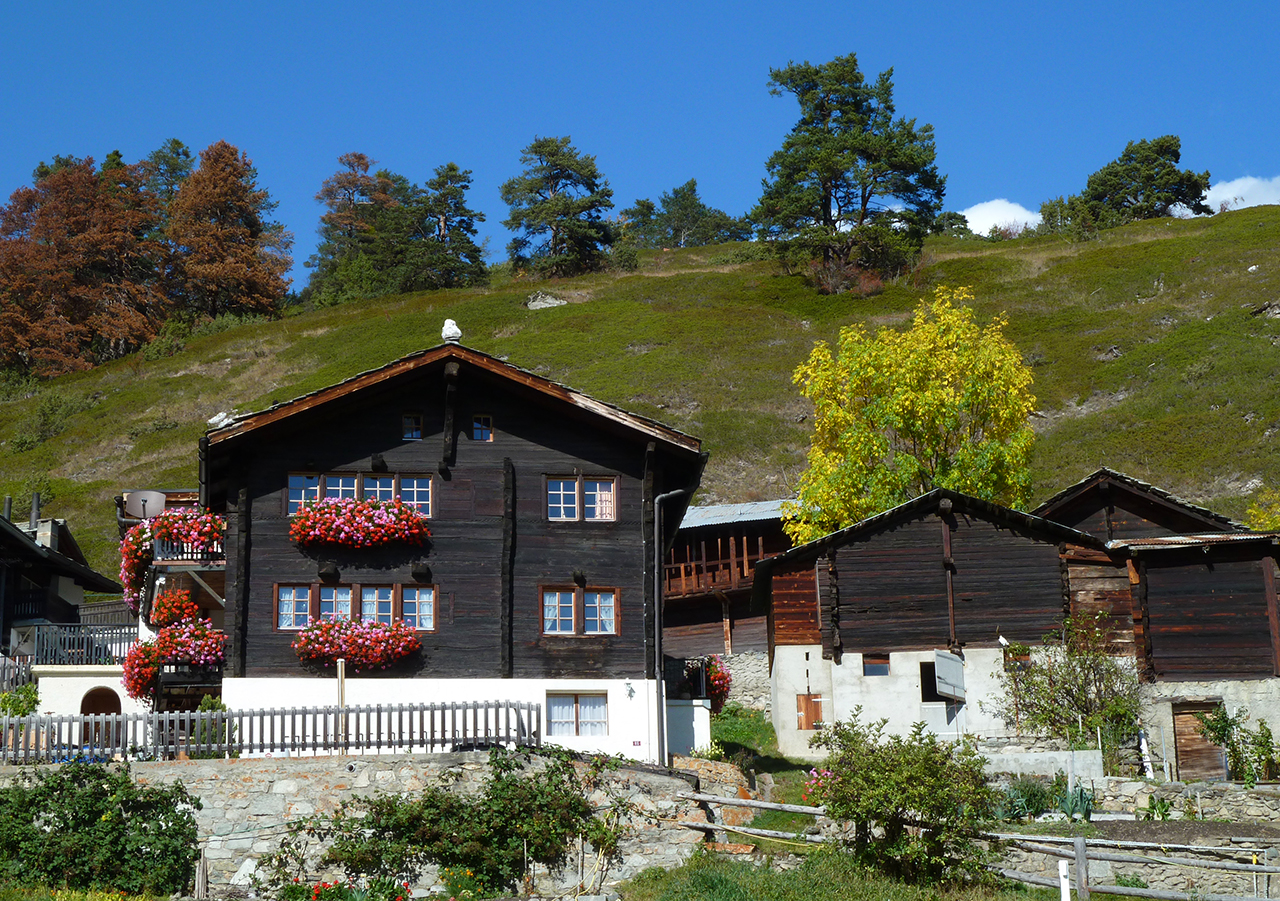
Zeneggen's Weiler «Unner dum Biel» (Herbststimmung)
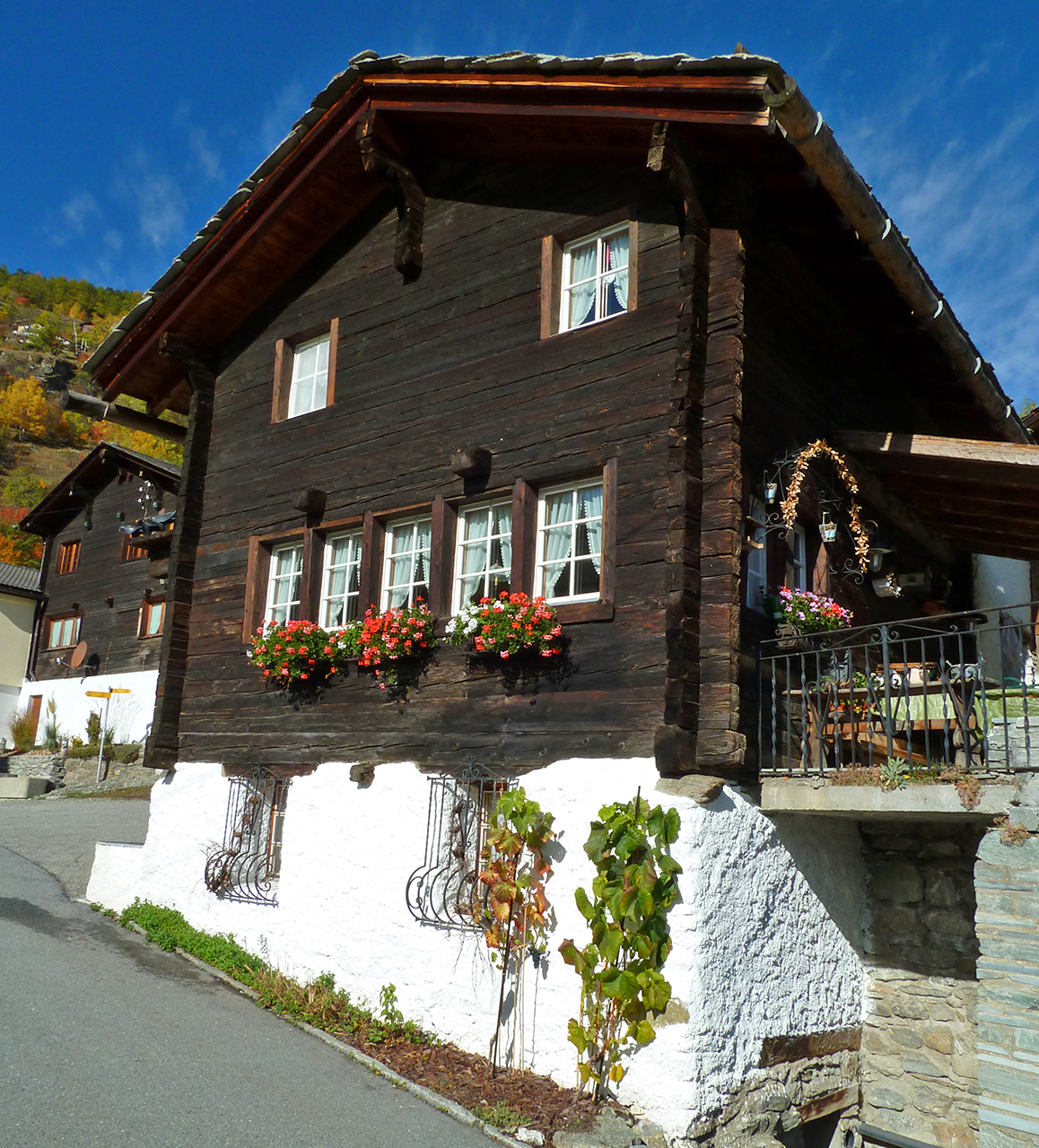
Walliser Haus im Weiler Sisetsch
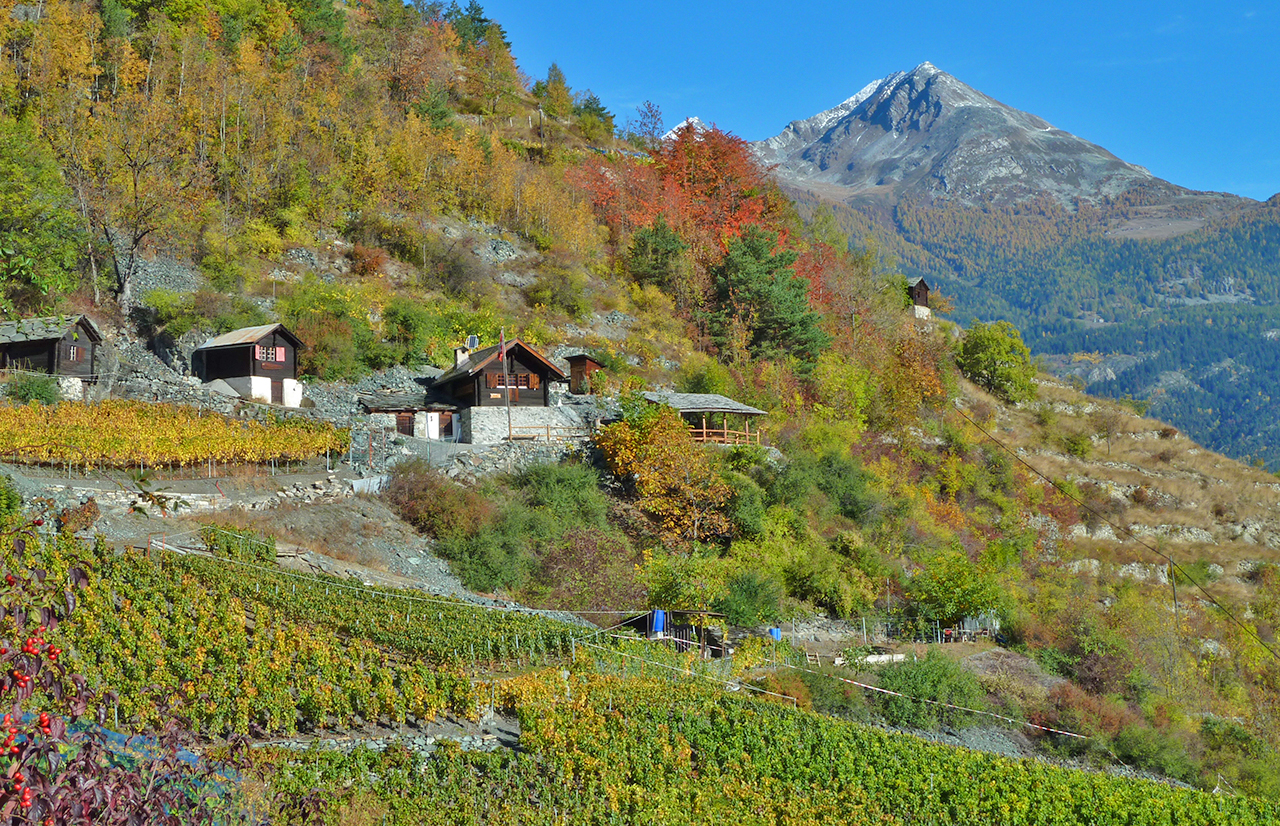
Herbststimmung im Zenegger Rebberg (Riedboden)
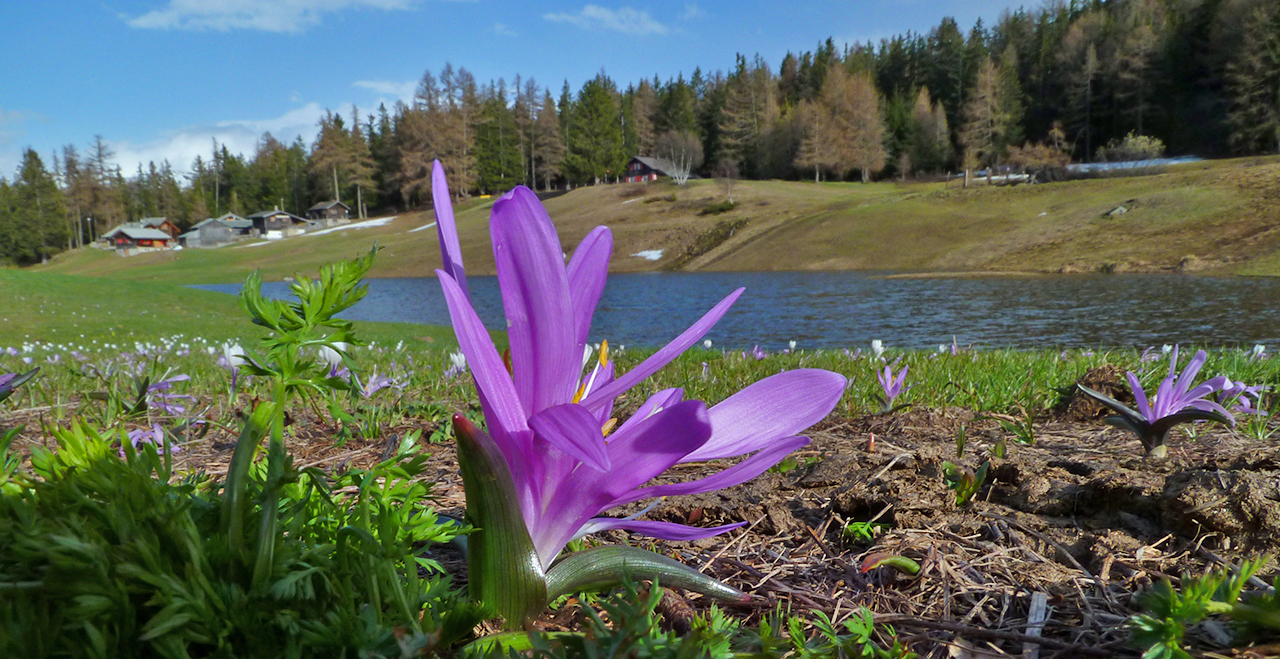
Frühlingsstimmung in der Zenegger Voralpe «Obere Hellela»
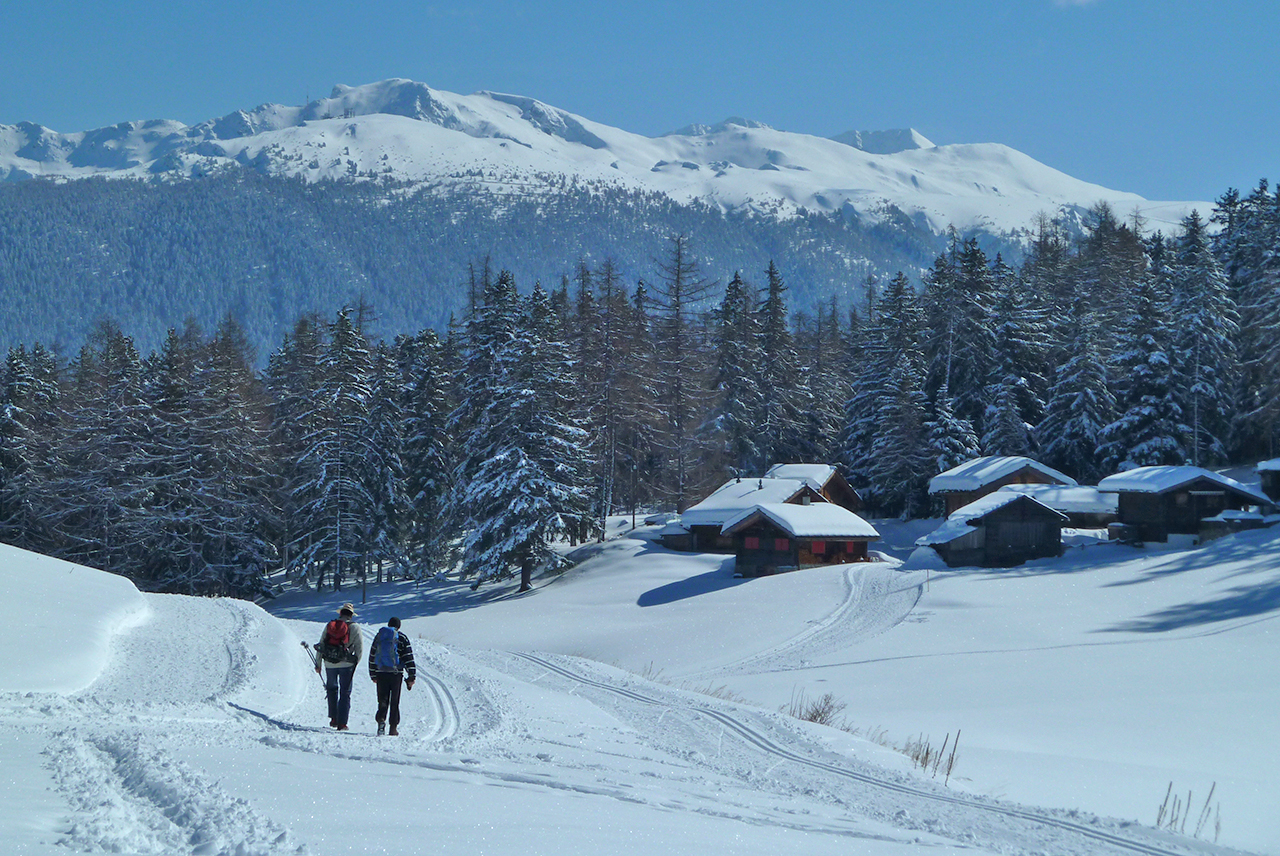
Winterstimmung in der Zenegger Voralpe «Obere Hellela»
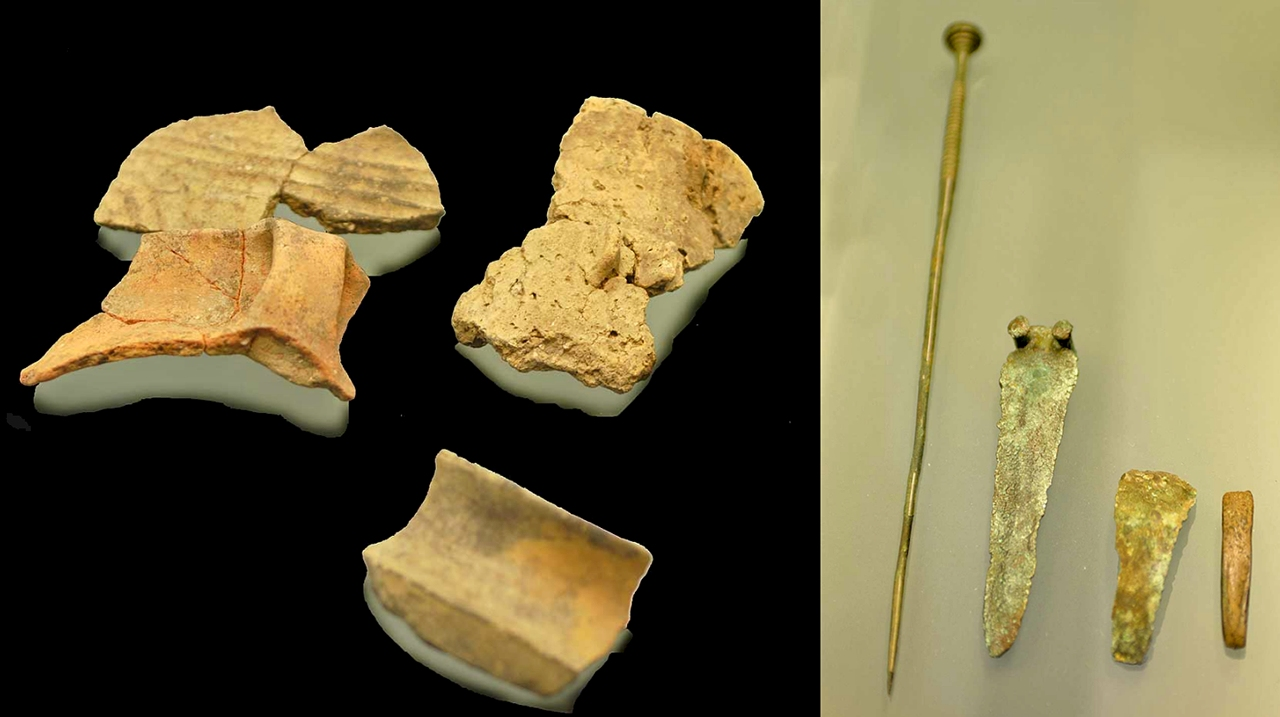
Prähistorische Fundstücke vom Kasteltschuggen (Zeneggen)

## Natur und Kulturlandschaft
Zeneggen besitzt eine der wertvollsten naturnahen Kulturlandschaften der Schweiz. Das strukturvielfältige Gelände von extensiv genutzten Magerwiesen/-weiden, Rebbergen, Obstbaumbeständen neben Trockensteppen, Wäldern (Flaumeiche/Föhre, Lärche/Fichte, Lärche/Arve) und felsigen Zonen in unterschiedlichen Höhenlagen und Expositionen bietet zahlreichen bedrohten Tier- und Pflanzenarten Heimat. Besonders erwähnenswert ist die Artenvielfalt bei Singvögeln, Insekten (Schmetterlinge, Heuschrecken, Wespen) und alpinen Blumen. Wesentliche Elemente dieser traditionsreichen Kulturlandschaft stellen die zahlreichen hölzernen Stadel bzw. Speicher, Trockenmauern und Suonen (historische Bewässerungssysteme) dar. Verschiedene nationale Projekte versuchen diese besondere Werte auch für zukünftige Generationen zu erhalten.
Diverse Zonen auf dem Gemeindegebiet (obere und mittlere Hellela, Haselfurra, Riedboden, Widum) stellen offiziell ausgewiesene Schutzgebiete im Natur- und Landschaftsschutz im Kanton Wallis dar (siehe Liste der Schutzgebiete im Kanton Wallis).

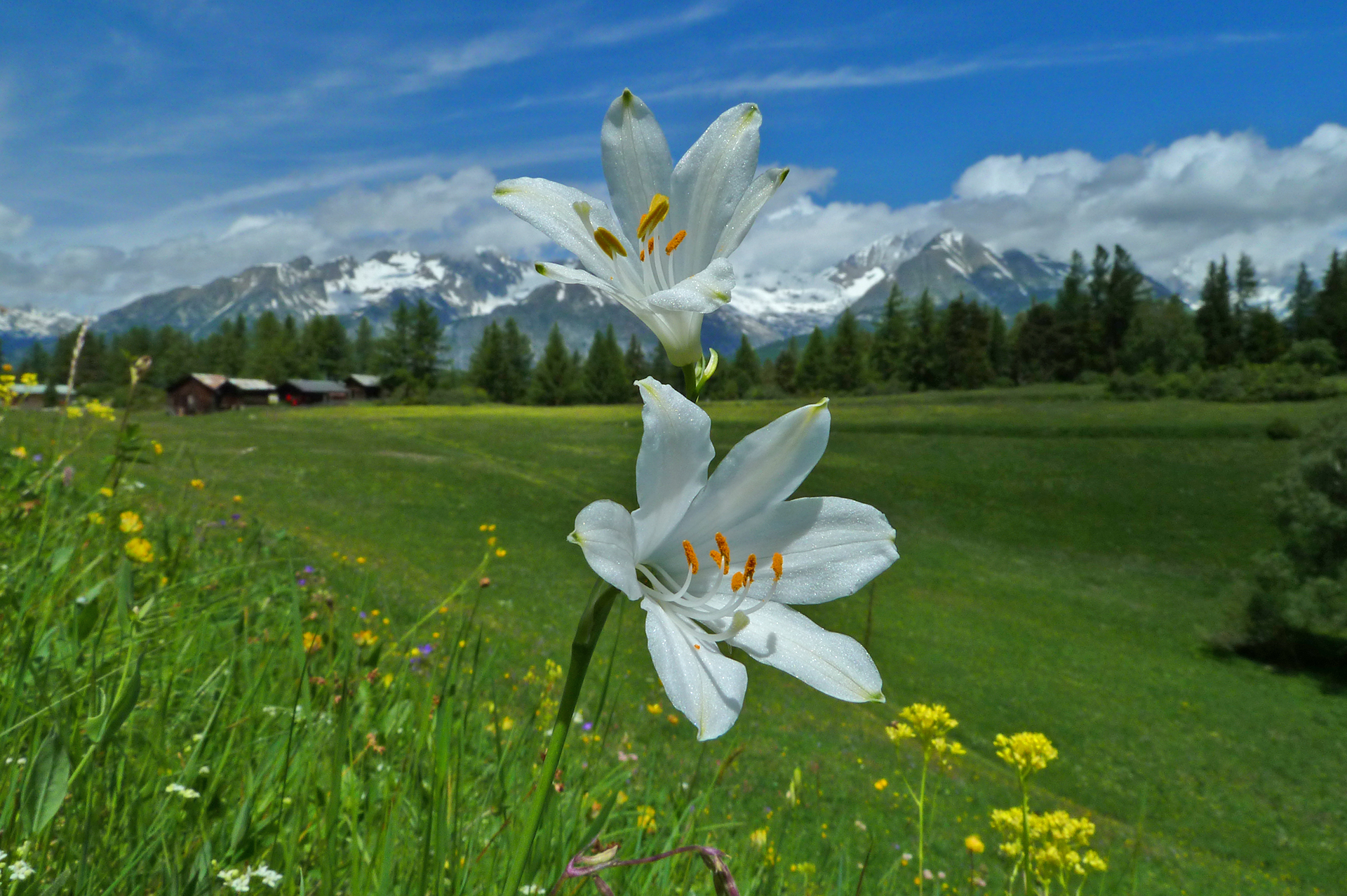
Magerwiese mit weisser Trichterlilie (Paradisea liliastrum) in der Zenegger Voralpe «Mittlere Hellela»
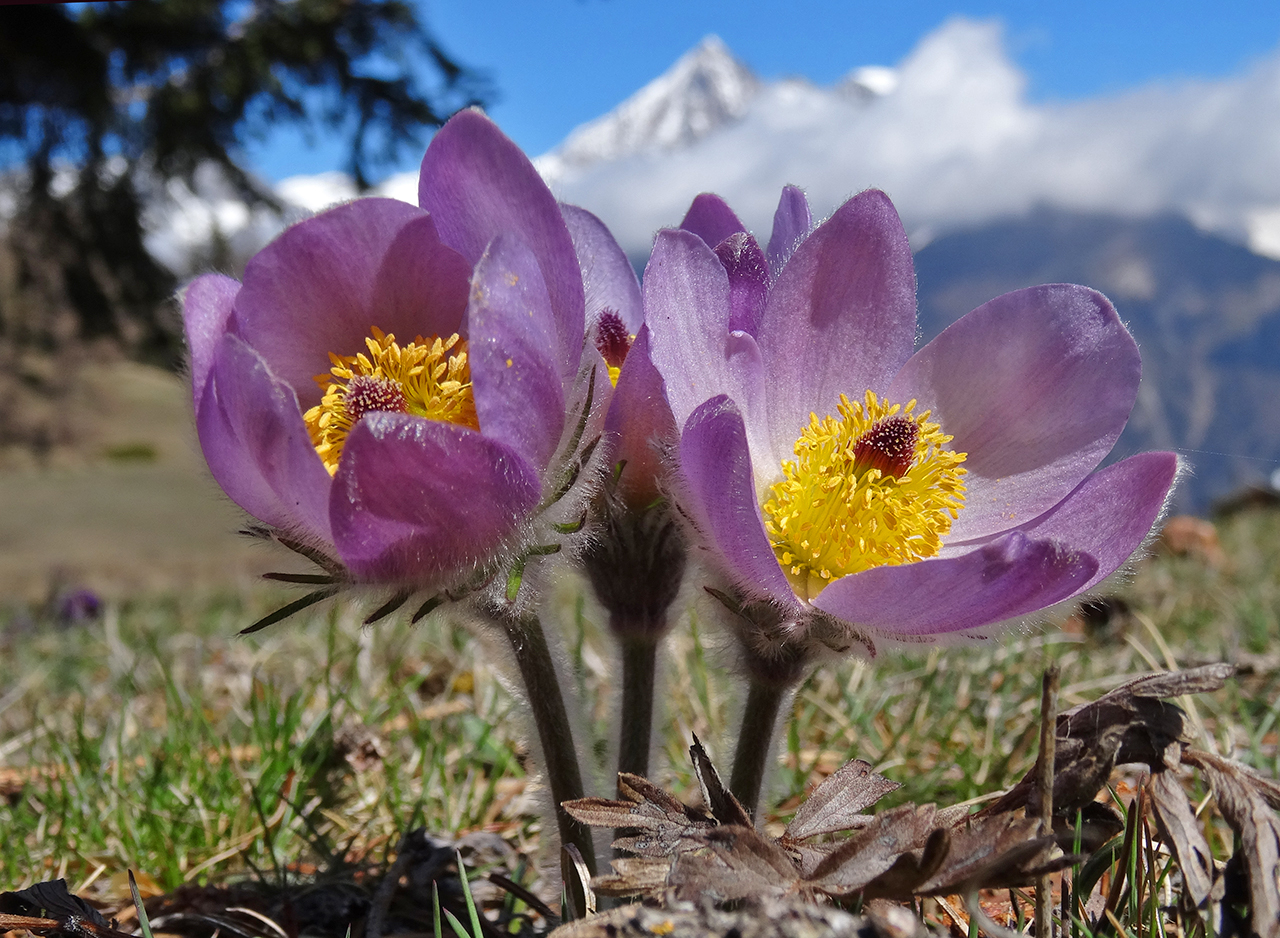
Magerwiese mit Berg-Kuhschelle (Pulsatilla montana) in der oberen Hellela (Zeneggen)
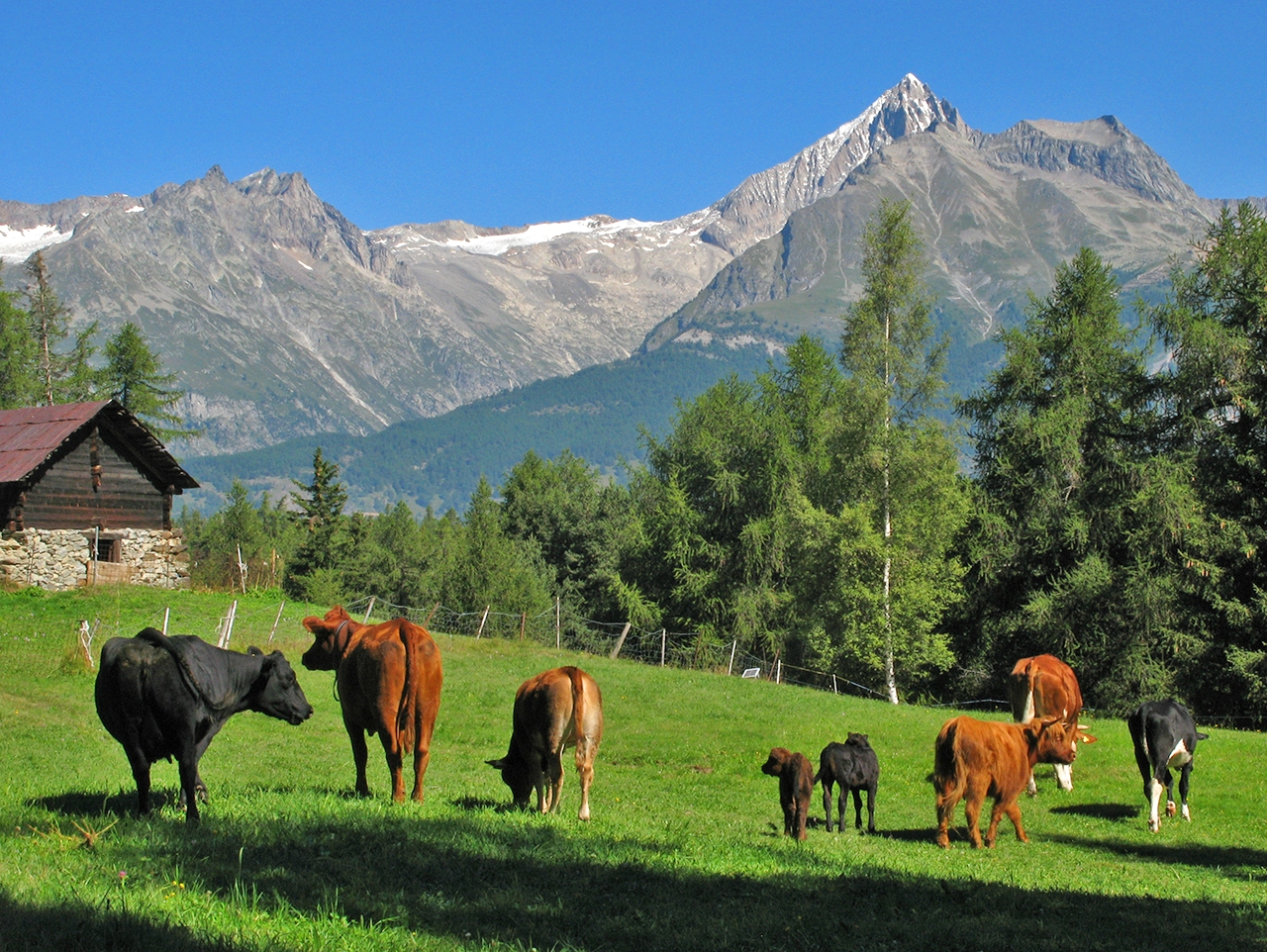
Rinderweide in der Voralpe Obersaal (Zeneggen); Berge im Hintergrund: Wiwannihorn und Bietschhorn
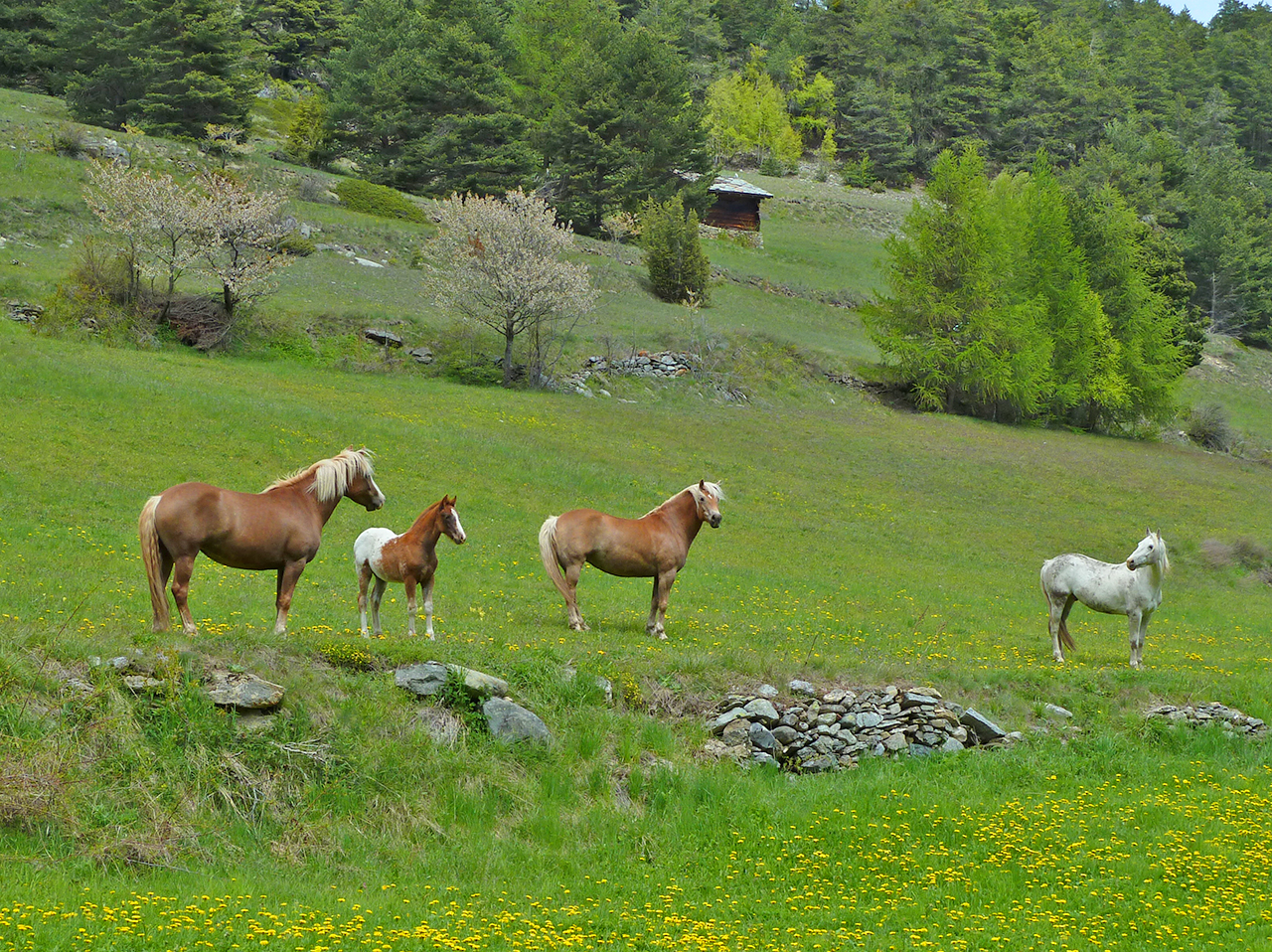
Magerwiesen und Trockensteppen (ehemalige Äcker) in der Riebe (Zeneggen)

## Geologie
Die komplexe Oberflächenstruktur und die vielfältigen geologischen Formationen auf dem Gebiet der Gemeinde Zeneggen sind das Resultat eines in unserer
Region kompliziert verlaufenden Prozesses der Gebirgsbildung (siehe auch Artikel Penninikum) und anschliessender Erosionsprozesse, insbesondere durch Einwirkung gewaltiger Eiszeitgletscher (Rhonegletscher, Vispertalgletscher).
Das Gemeindegebiet befindet sich dabei im Grenz- bzw. Übergangsbereich zweier unterschiedlicher tektonischer Einheiten: der kontinentalen Brianconnais-Schwelle (heute der Siviez-Mischabel-Decke zugeordnet) und einer ozeanischen Einheit mit Sedimenten und Überresten ozeanischer Kruste¨ des «Walliser Ozeans» bzw. «Walliser Trogs» (heute als «Zone Sion-Courmayeur» bezeichnet).

## Wirtschaft, Politik und Kultur
Die Mehrheit der Wohnbevölkerung geht einer Beschäftigung im Tal nach (chemische Industrie, Handel, Handwerk, Lehramt). Daneben spielen Berglandwirtschaft, Forstwirtschaft und Tourismus eine gewisse Rolle. Der Rebbau wird mehrheitlich als Nebenerwerb bzw. traditionsreiches Hobby betrieben. Die Alpin-Monographie von F. G. Stebler: Die Vispertaler Sonnenberge beschreibt detailliert Zeneggen und die Kultur seiner Bewohner zu Beginn des letzten Jahrhunderts. E. Jossen berichtet in seiner Dorfmonografie detailliert über die heutige Situation, insbesondere auch über die Themen Gemeindeverwaltung, Landwirtschaft, Bewässerungssysteme, über Schulwesen (Kindergarten, Primarschule), religiöses Leben und das reiche Vereinsleben.
Der Gemeinderat (Exekutive) besteht aus 5 Mitgliedern.
Verkehrstechnisch ist Zeneggen über eine Linie der PostAuto Schweiz mit dem Verkehrsknotenpunkt Visp sowie mit Bürchen und in den Sommermonaten mit der Moosalp verbunden.

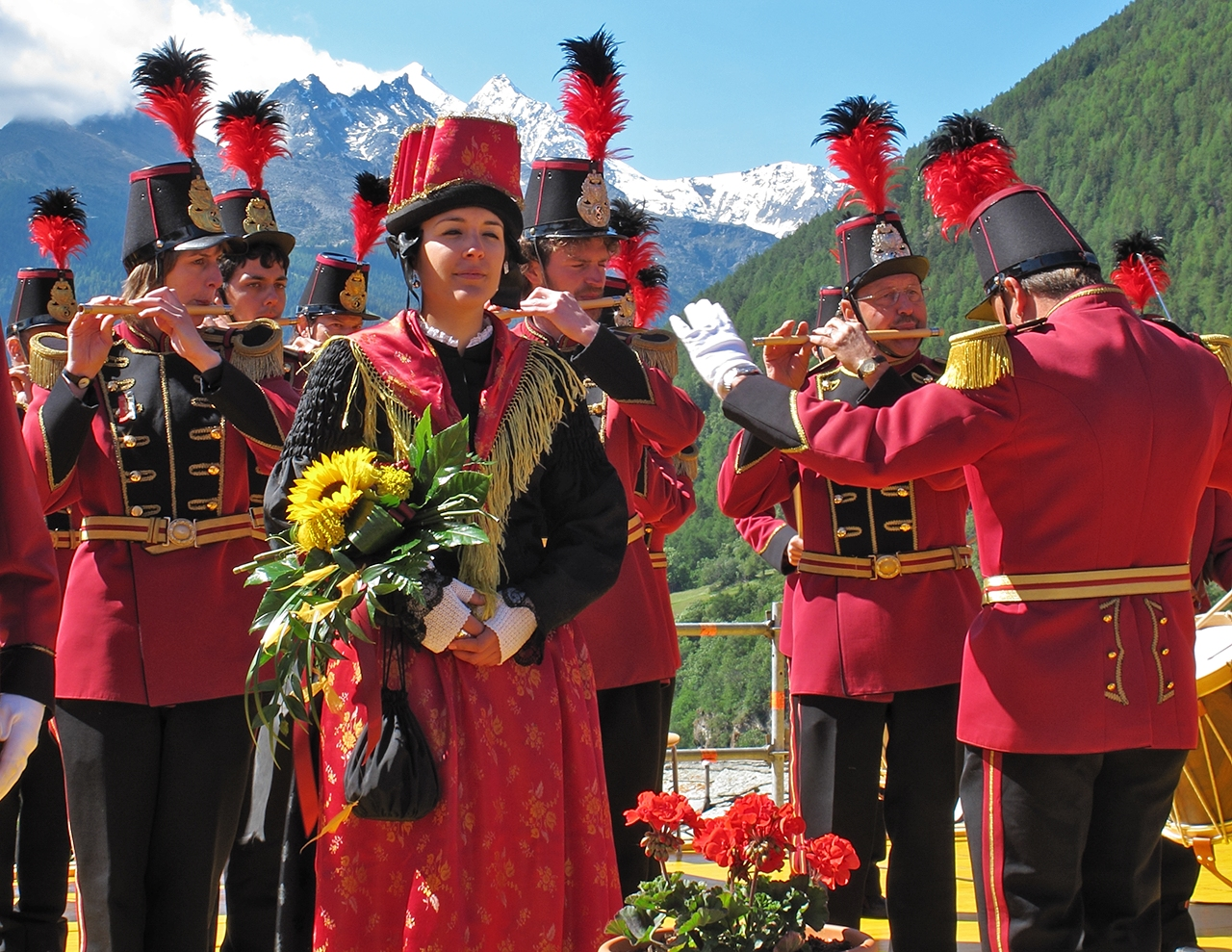
Tambouren und Pfeifer von Zeneggen anlässlich Oberwalliser Tambouren- und Pfeifer-Fest 2011 in Zeneggen
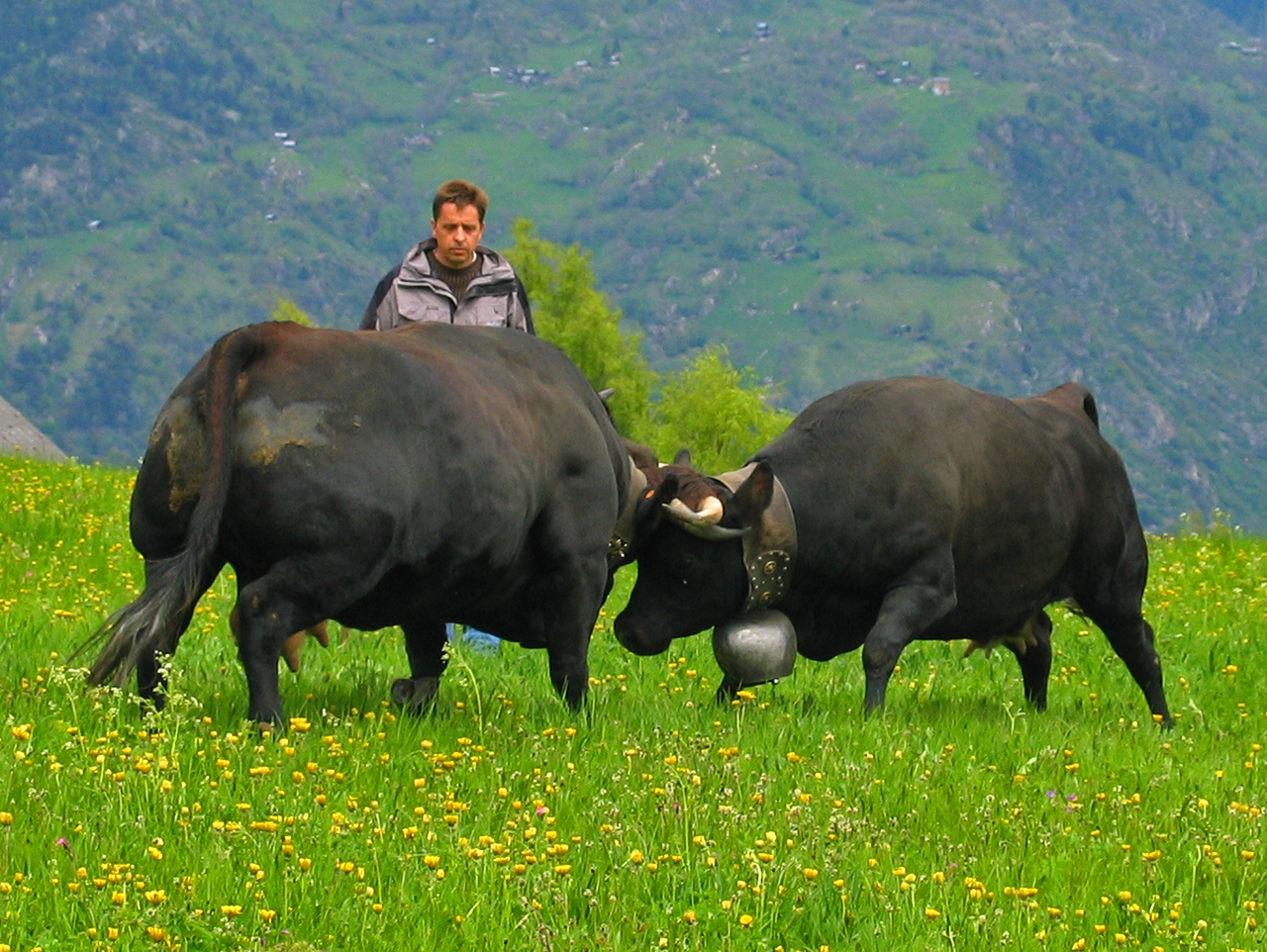
Ringkuhkampf in Zeneggen (Bodmen)

## Tourismus
Der Tourismus spielte in Zeneggen seit Beginn des 20. Jahrhunderts eine gewisse Rolle. Schwerpunkt liegt heute auf einem naturnahen, sanften Tourismus.
Ein ausgedehntes Wanderwegnetz bietet dem Wandertouristen ein breites Angebot vom kurzen Rundgang bis zur abwechslungsreichen Tagestour in unterschiedlichen Höhenlagen und Landschaftsformen. Darüber hinaus existieren interessante gemeindeübergreifende Fernwanderwege (z. B. der Höhenweg Moosalp–Jungen, der Themenwanderweg "Szenen am Weg des Wassers" oder der Panorama-Winterwanderweg von Törbel über Zeneggen nach Bürchen). Daneben bestehen weitere Angebote für sportliche Aktivitäten in der Natur sowohl im Sommer (Nordic Walking, Mountain-Biking, Klettern im Zenegger Klettergarten, Tennisplatz beim Weiler Zenstadeln) wie auch im Winter (Winterwandern auf präparierten Wanderwegen, Skilanglauf auf der Eggwald-/Hellela-Loipe, Schneeschuhlauf). Eine Etappe des regionalen Velowegs "Wallis Plateau Bike" verläuft über das Gemeindegebiet.
Für Familien mit Kindern stehen ein Spielplatz im Dorfzentrum und ein Waldspielplatz in der Nähe des Bielweihers zur Verfügung.